# Alfred Aufdenblatten
Alfred Aufdenblatten (* 12. November 1897 in Zermatt; † 17. Juni 1975 ebenda) war ein Schweizer Skilangläufer.

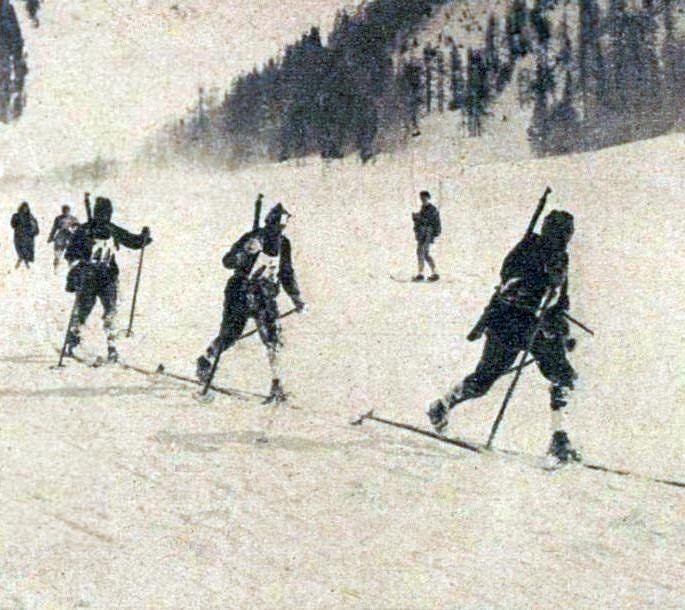
Die Schweizer Siegerpatrouille 1924

Bei den Olympischen Winterspielen 1924 war er als Soldat Mitglied der Schweizer Mannschaft beim Militärpatrouillenlauf (Startnummer 44), die in dieser Disziplin die Goldmedaille gewann. Der Militärpatrouillenlauf wurde nachträglich im Jahr 1926 zum Demonstrationsbewerb erklärt. Er nahm auch am 50-km-Skilanglauf teil, musste das Rennen aber abbrechen.